# Вълча поляна
Вълча поляна е село в Югоизточна България. То се намира в община Елхово, област Ямбол.

## История
Комисията, работила по преименуването на българските селища през 1931–1932 г. спазва правила при преименуването, сред които е превод на името от турски на български език. Така село Курт алан получава названието Вълча
поляна.

## Редовни събития
- Събор около Петровден.